# Alpine A710
L'Alpine A710 (nota anche come W71) è un prototipo di coupé sportiva progettato dalla casa automobilistica francese Alpine tra il 1989 e il 1990.

## Contesto
Il progetto iniziò nel 1989 e fu affidato allo studio di progettazione Berex (Bureau d’Etude et de Recherches Exploratoires), con l'obiettivo di creare il modello entry-level del marchio di Dieppe. Gli ingegneri immaginarono un ritorno alle origini per Alpine e svilupparono una coupé sportiva a due posti piccola e leggera, con scocca in materiale composito, un peso limitato a 900 kg e il motore in posizione centrale.
Per limitare i costi e mantenere basso il prezzo finale, era previsto il riutilizzo di alcuni componenti di serie, come l'avantreno con sospensioni di tipo MacPherson derivato dalla Renault 19. Molti componenti e accessori per gli interni furono sacrificati con lo scopo di contenere il peso.
L'autore del design della W71 si ispirò deliberatamente alla Renault Laguna Concept presentata nel 1990 e disegnata da Jean-Pierre Ploué.

## Prototipazione
Nel 1991, presso lo stabilimento di Dieppe, furono realizzati 2 prototipi funzionanti, con due proposte stilistiche per l'anteriore e per il posteriore. Il primo, immatricolato "1990 W71" (un riferimento al codice di progetto e al suo anno di produzione), presenta fari anteriori orizzontali e relativamente classici e due coppie di fari rotondi al posteriore. Lo scarico ha due uscite separate, una su ciascun lato. Il secondo prototipo presenta gruppi ottici dalla forma originale che includono i fendinebbia, mentre al posteriore i fari sono molto più standard; il doppio scarico è posizionato centralmente, integrato nella carrozzeria.
Il motore era un 2 litri aspirato da 150 CV (112 kW), codice interno F7R 740, lo stesso montato sulla Renault Clio Williams. La manovrabilità venne testata e messa a punto sulle piste del centro prove Renault di Aubevoye, dove il tempo sul giro registrato risultò migliore rispetto a quello della più potente Alpine A610.
I test confermarono che gli obiettivi in termini di agilità erano stati raggiunti. Tuttavia, questa leggerezza era ottenuta a scapito di alcuni elementi di comfort: il prototipo era privo di servosterzo, alzacristalli elettrici e un bagagliaio funzionale. Questo rappresentava un problema per l'ufficio marketing, che non sapeva come vendere un modello con queste caratteristiche. Si valutò la possibilità di aggiungere questi elementi, ma il progetto perse tutta la sua identità, diventando più pesante, più grande e più costoso, il che avrebbe influito negativamente sugli acquirenti e sul reparto stesso. Si parlava di un prezzo di partenza di 150.000 franchi, che al cambio attuale si aggirerebbe intorno ai 39.000 euro, un prezzo che non avrebbe potuto più essere rispettato.
Poiché il progetto stava perdendo interesse, il direttore generale di Renault Louis Schweitzer decise di porvi fine, principalmente perché l'attenzione di Renault in quel periodo era concentrata su un unico obiettivo: sviluppare il marchio Renault Sport. Questo si concretizzò qualche mese dopo con un progetto molto simile, la W94, che in seguito divenne nota come Renault Spider.
Successivamente, i prototipi Alpine A710 furono spostati e conservati negli hangar dello stabilimento Renault di Flins e sono chiamati con il nome di "Berlinette 2".

## Sviluppi successivi
Il progetto W71 non fu completamente abbandonato, poiché l'abbinamento di telaio in alluminio su misura e potente motore F7R fu recuperato e utilizzato per un modello che arrivò effettivamente nelle concessionarie: la Renault Sport Spider. L'eliminazione di tetto e parabrezza si rivelò essere la soluzione per ottenere l'approvazione dai vertici della casa automobilistica. Quando la Spider entrò in produzione nel 1996, fu assemblata proprio nella fabbrica Alpine di Dieppe.
Dalla fine della produzione dell'A610 nel 1995 fino all'arrivo della nuova A110 nel 2017, la casa madre Renault elaborò schemi e proposte stilistiche per produrre nuove vetture Alpine. Questi piani includevano il progetto Z11 Berlinette del 1999, una coupé in stile art déco che avrebbe dovuto essere presentata come concept, ma che la direzione della Renault decise di non divulgare al pubblico. Successivamente, vi fu il progetto W16 del 2005, una vettura 2+2 a motore centrale basata sul design della concept car Renault Wind presentata al salone dell'automobile di Ginevra del 2004. Nel 2007 venne registrato il progetto W19, che mirava a creare un coupé Alpine a motore anteriore utilizzando il telaio della Nissan 370Z.
Alcuni elementi di sviluppo dell'A710 si possono ritrovare nel design del modello Berlinette Echappement presentato nel 1992 da un'altra casa automobilistica francese, la Hommell.